# III (宝鐘マリン&こぼ・かなえるの曲)
「III」（アイアイアイ）は、ホロライブ所属のVtuberである宝鐘マリンとこぼ・かなえるによるコラボレーション楽曲である。2024年5月3日にYouTube上でオリジナルアニメーションMVとして公開された。

## 概要
本楽曲は、エネルギッシュでダンサブルなサウンドと、2人の個性が際立つボーカルが特徴のポップチューンである。作詞は霧雨せな、作曲・編曲はGigaが担当し、Vtuber界の人気タレント2人による初の本格的なタッグ作品として注目を集めた。

## 音楽性と歌詞
「III」は、夜のパーティーをテーマにした高揚感あふれる楽曲で、英語と日本語を織り交ぜたリリックが印象的である。歌詞には「Our night's just begun」「All eyes on me」などのフレーズが登場し、観客を巻き込むようなライブ感が演出されている。

## ミュージックビデオ
MVはアニメーション形式で制作され、海辺や都市、宇宙船など多彩なロケーションで2人がパフォーマンスを繰り広げる。振付はわたが担当し、視覚的にも華やかな映像作品となっている。

## 反響
公開から1年足らずで4,500万回再生を記録し、ファンからは「最強のコンビ」「中毒性が高い」といった声が寄せられた。宝鐘マリンの誕生日企画の一環とされたこともあり、記念性の高い作品として評価されている。
また、SNS上でもハッシュタグを通じて話題となり、TikTokやInstagramでのダンスチャレンジ動画も多数投稿されるなど、バイラル的な広がりを見せている。